# Stazione di Tamagawa (Tokyo)
La stazione di Tamagawa (多摩川駅?, Tamagawa-eki) è una stazione ferroviaria di Tokyo che si trova a Ōta ed è servita dalle linee ● Tōyoko, ● Meguro e ● Tamagawa della Tōkyū Corporation.

## Linee
Tōkyū Corporation
● Linea Tōkyū Tōyoko
● Linea Tōkyū Meguro
● Linea Tōkyū Tamagawa

## Struttura
La stazione è costituita da quattro binari passanti in viadotto per le linee Tōyoko e Meguro, e di due binari tronchi di superficie per la linea Tamagawa, che qui ha il suo capolinea.
| 1   | ● Linea Tōyoko   |  | per Musashi-Kosugi, Yokohama e, via linea Minatomirai, Motomachi-Chūkagai                                                                 |
| 2   | ● Linea Meguro   |  | per Musashi-Kosugi e Hiyoshi |
| 3   | ● Linea Meguro   |  | per Ōokayama e, via linea Namboku, Akabane-Iwabuchi, via ferrovia Rapida di Saitama, Urawa-Misono e, via linea Mita, Nishi-Takashimadaira |
| 4   | ● Linea Tōyoko   |  | per Jiyūgaoka, Shibuya e, via linea Fukutoshin, Ikebukuro, via linea Seibu Ikebukuro, Tokorozawa e, via linea Tōbu Tōjō, Kawagoeshi       |
| 5-6 | ● Linea Tamagawa |  | per Shin-Maruko, Musashi-Nitta e Kamata                                                                                                   |

## Stazioni adiacenti
| «                                                      | Servizio           | »                  |
| Linea Tōkyū Tōyoko                                     | Linea Tōkyū Tōyoko | Linea Tōkyū Tōyoko |
| ------------------------------------------------------ | ------------------ | ------------------ |
| Den-en-chōfu                                           | Locale             | Shin-Maruko        |
| Den-en-chōfu                                           | Espresso           | Musashi-Kosugi     |
| L'espresso pendolari e l'espresso limitato non fermano |                    |                    |
| Linea Tōkyū Meguro                                     |                    |                    |
| Den-en-chōfu                                           | Locale             | Musashi-Kosugi     |
| Linea Tōkyū Tamagawa                                   |                    |                    |
| Capolinea                                              | Espresso           | Numabe             |